# Raphidiophryidae
A Raphidiophryidae a Centroplasthelida többségében édesvízi családja, korábban az Acanthocystidae testvérkládjának tekintették, melyek a Chalarothoracina csoport tagjai, és közös jellemzőik kovapikkelyeik; későbbi kutatásokban a Choanocystidae testvércsoportja, mellyel együtt alkotják a Raphidista kládot Egyetlen ismert nemzetsége a Raphidiophrys.

## Történet
A Raphidiophrys nemzetséget 1867-ben írta le W. Archer a Raphidiophrys viridisszel együtt. A Raphidiophrys eleganst először Hertwig és Lesser írták le 1874-ben, 2004-ben 2 kolónia alapján találták meg Guamban. 1922-ben O'Donoghue a Berkeleyaesol magnust a Raphidiophrys nemzetségbe helyezte, azonban 2021-ben – mivel akkor is gyenge volt ide sorolása alapja – átkerült a Berkeleyaesol nemzetségbe.
A Raphidiophryidae taxont 1984-ben írták le Febvre-Chevalier és Febvre.
Eredetileg ide sorolták a Polyplacocystis nemzetséget, azonban erről 2018-ban kiderült, hogy parafiletikus, és a Raphidocystis őse, így előbbi fajait Zlatogursky et al. utóbbiba helyezték, létrehozták a Raphidocystidae kládot, így a Raphidiophryidae monotipikus lett.

## Morfológia
Egyike a Centroplasthelida kevés nemzetségének, ahol igazolták a dimorfizmust. Kolóniákat alkothat, a Chlorellaceae különböző fajait tartalmazzák, és kovahéjat alkot. Héjait üreges perem veheti körül, szerves spiculái lehetnek (például a Raphidiophrys heterophryoidea fajban), és belső septumok kapcsolhatják össze felső és alsó lapos pikkelyekből álló páncélját.
Sejtteste mintegy 25 μm, axopódiumai elérhetik a 100 μm-t is, és az ezekhez tartozó mikrotubulusok általában 13 egységből állnak, minthogy 12 egység esetén 2 híd nem merőlegesen kapcsolódik a mikrotubulus érintőjéhez.:837, 844 Centroplasztisza a sejt közepéhez közel van, de ritkán pontosan középen.:838 A csoportok összekapcsolt mikrotubulusai száma változó.
Axopódiumai a sárgásmoszatokéival és a Haptophytina haptonémáival egyaránt rokonok: előbbihez hasonlóak, de utóbbiakhoz hasonlóan tapadást okoznak, hajlanak, nem vernek, és csatlakozáshoz és zsákmányszerzéshez használatosak.
Kinetocisztái jobban hasonlítanak a Nebulomonas marisrubri ankoracisztáihoz, mint a Colponema toxicisztáihoz vagy a Cryptista extruszómáihoz. Pikkelyei nem alkotnak valódi héjat.
Tüskés pikkelyei, ha vannak, szimmetrikusak és cső, trombita vagy tölcsér alakúak. A tüskés pikkelyek nélküli morfotípusok feltehetően elvesztették ezeket, és összetettebb lapos pikkelyeket fejlesztettek ki.

## Kölcsönhatások
Egy azonosítatlan amőba a Raphidiophrys nemzetség fajait eszi.

## Fordítás
Ez a szócikk részben vagy egészben  a   Raphidiophryidae című angol Wikipédia-szócikk ezen változatának fordításán alapul.  Az eredeti cikk szerkesztőit annak laptörténete sorolja fel. Ez a jelzés csupán a megfogalmazás eredetét és a szerzői jogokat jelzi, nem szolgál a cikkben szereplő információk forrásmegjelöléseként.